# Cicindelidia sedecimpunctata
Cicindelidia sedecimpunctata es una especie de escarabajo del género Cicindelidia, familia Carabidae. Fue descrita por Klug en 1834.
Mide 9-11 mm. El color es variable, de marrón claro a oscuro. Tiene manchas blanquecinas cremosas. Habita lugares arenosos, cerca de arroyos o agua corriente. Se encuentra en el sur de los Estados Unidos, Costa Rica, Nicaragua, Honduras, Guatemala y México.